# Kanton Le Pont-de-Beauvoisin
Kanton Le Pont-de-Beauvoisin (francouzsky Canton du Pont-de-Beauvoisin) je francouzský kanton v departementu Savojsko v regionu Rhône-Alpes. Tvoří ho 12 obcí.

## Obce kantonu
- Aiguebelette-le-Lac
- Ayn
- Belmont-Tramonet
- La Bridoire
- Domessin
- Dullin
- Lépin-le-Lac
- Nances
- Le Pont-de-Beauvoisin
- Saint-Alban-de-Montbel
- Saint-Béron
- Verel-de-Montbel